# Marek Bartkowicz
Marek Bartkowicz (ur. w 1960) – polski aktor teatralny, filmowy i telewizyjny, reżyser teatralny, autor tekstów oraz wokalista wykonujący poezję śpiewaną.

## Życiorys
Absolwent wrocławskiej Filii Wydziału Aktorskiego Państwowej Wyższej Szkoły Teatralnej im. Ludwika Solskiego w Krakowie (1984). Był członkiem zespołów: Teatru na Targówku (1984-1986) oraz Pracowni Teatr (1986-1992). Współpracował również z warszawskimi: Teatrem Atlantis i Teatrem Scena Prezentacje, szczecińską Operą na Zamku i gorzowskim Teatrem im. Juliusza Osterwy.
Jest twórcą tekstów przedstawień (Bajka o smoku Obiboku, Być albo nie być, Była sobie piosenka z Andrzejem Ozgą, Ciekłokrystaliczni), librett do musicali (Złota Kaczka, Calineczka) oraz utworów dla dzieci. Jako wokalista wykonuje utwory z tekstami własnego autorstwa.

### Nagrody[2][3]
- 1991 - Srebrny Pierścień Wikenhausera na XXVI Ogólnopolskim Przeglądzie Teatrów Małych Form w Szczecinie
- 1998, 1999 - "Złota Piątka" na Ogólnopolskim Przeglądzie Piosenki Autorskiej OPPA w Warszawie
- 2000 - Nagroda GRAND PRIX im. Jonasza Kofty na Ogólnopolskim Przeglądzie Piosenki Autorskiej OPPA w Warszawie
- 2002 - I Nagroda na Piaseczyńskim Przeglądzie Piosenki Różnej w Piasecznie
- 2002 - I Nagroda na VI Ogólnopolskiej Giełdzie Piosenki Poetyckiej w Kwidzynie

## Dyskografia
- Rozciąłem na pół (2002)
- Hotel bez klamek (2016)

## Filmografia
- Ostatni dzwonek (1989) - Raczek, nauczyciel przysposobienia obronnego
- Rozmowy kontrolowane (1991) - żołnierz przeszukujący samochód Ochódzkiego
- Kuchnia polska (1991) - mężczyzna w samolocie (odc. 2)
- Kuchnia polska (1991) - mężczyzna w samolocie
- Pora na czarownice (1993) - komendant posterunku w miasteczku
- Klan (2005-2007) - dwie role, w tym pracownik Wydziału Ksiąg Wieczystych Sądu Rejonowego w Potylicach (sezon 2005/2006)
- Dom (2000) - strażnik na wystawie architektonicznej w Pałacu Kultury i Nauki (odc. 21)
- Na Wspólnej (2008/2009) - kierowca autobusu (odc. 1076)

Źródło: Filmpolski